# Suwon World Cupstadion
Het Suwon World Cupstadion (Koreaans: 수원 월드컵 경기장) (ook wel Big Bird Stadium genoemd) is een stadion in Suwon, Zuid-Korea. Het stadion is geopend in 2002 en kan 43.288 toeschouwers herbergen. Vaste bespeler van het stadion zijn de Suwon Samsung Bluewings, die uitkomen in de K-League. Het stadion werd speciaal gebouwd voor het Wereldkampioenschap voetbal 2002, dat werd georganiseerd door Zuid-Korea en Japan. 

## WK interlands
| №  | Datum        | Wedstrijd                   | Uitslag       | Competitie | Toeschouwers |
| -- | ------------ | --------------------------- | ------------- | ---------- | ------------ |
| 1. | 5 juni 2002  | Verenigde Staten – Portugal | 3 – 2         | WK 2002    | 37.306       |
| 2. | 11 juni 2002 | Senegal – Uruguay           | 3 – 3         | WK 2002    | 33.681       |
| 3. | 13 juni 2002 | Costa Rica – Brazilië       | 2 – 5         | WK 2002    | 38.524       |
| 4. | 16 juni 2002 | Spanje – Ierland            | 1 – 1 (3 – 2) | WK 2002    | 38.926       |